# Blepharis calcitrapa
Blepharis calcitrapa är en akantusväxtart som beskrevs av Raymond Benoist. Blepharis calcitrapa ingår i släktet Blepharis och familjen akantusväxter. Inga underarter finns listade i Catalogue of Life.